# 山本潤造
山本 潤造（やまもと じゅんぞう、1923年（大正12年）2月13日 - 1994年（平成6年）7月29日）は、日本の政治家。徳島市長。京都帝国大学工学部卒業。徳島県徳島市出身。

## 経歴
1923年（大正12年）、名東郡八万村沖浜（現在の徳島市沖浜町）で生まれた。
1940年（昭和15年）、徳島県立徳島中学校を卒業。1944年（昭和19年）、第五高等学校を卒業し京都帝国大学工学部に進学、1947年（昭和22年）に卒業した。
1963年（昭和38年）4月に徳島県議会議員に当選、1971年（昭和46年）まで3期を務める。1973年（昭和48年）に徳島市長選に出馬し当選。3期に渡って市長を務める。1982年（昭和57年）、徳島県体操競技振興会の会長に就任。
1985年（昭和60年）、徳島県知事選に出馬するが落選。三木申三が2回目の当選を果たした。

## 市長在任中
- 1976年 - 徳島市陸上競技場が田宮運動公園にオープン。
- 1978年 - 徳島市立体育館が完成。
- 1981年 - 徳島市中央公民館が現在地に移転し徳島市立図書館がオープン。
- 1983年 - 徳島駅前にそごう徳島店がオープン。
- 1984年 - 市民の木が「ホルトノキ」と決まる。